# Björn Andrésen
Björn Johan Andrésen (Stockholm, Zweden, 26 januari 1955) is een Zweeds acteur en muzikant. Hij is bekend geworden door zijn rol in de film Morte a Venezia.

## Levensloop
Hij studeerde aan het Adolf Fredriks Musikklasser te Stockholm.

## Privéleven
Hij was getrouwd met dichter Suzanna Roman, en is later van haar gescheiden. Ze kregen twee kinderen, van wie er een is gestorven aan wiegendood. Daarnaast heeft hij twee kleinkinderen.

## Filmografie
- 1970 – En kärlekshistoria
- 1971 – Morte a Venezia
- 1977 – Bluff Stop
- 1982 – Den enfaldiga mördaren
- 1982 – Gräsänklingar
- 1985 – Smugglarkungen
- 1986 – Morrhår & ärtor
- 1987 – Lysande landning
- 1989 – Maskrosbarn
- 1989 – Det var då... (tv-serie)
- 1990 – Lucifer – Sensommer gult og sort
- 1991 – Agnes Cecilia – en sällsam historia
- 1993 – Kojan (kortfilm)
- 1994 – Rederiet (tv-serie)
- 2004 – Pelikanmannen
- 2004 – Graven (tv-serie)
- 2005 – Lasermannen (tv-serie)
- 2006 – Världarnas bok (tv-serie)
- 2010 – Wallander – Arvet
- 2016 – Springfloden (tv-serie)
- 2016 – Shelley
- 2017 – Jordskott (tv-serie)
- 2018 – Springfloden (Nederlands: Springvloed) (tv-serie)
- 2019 – Midsommar (film, 2019)

## Theater
- 1987 - Kurage och hennes barn (Duits: Mutter Courage und ihre Kinder) (Stockholms Stadstheater).

## Documentaires
- 2016: Hotellet (Het Hotel).
- 2021: The Most Beautiful Boy in the World (De mooiste jongen ter wereld).[2][3]

## Trivia
- In 2003 werd een foto van tijdens het filmen van Morte a Venezia op de omslag van Germaine Greers boek 'The Beautiful Boy' gebruikt.
- Er wordt gezegd dat zijn optreden als Tadzio in de film Morte a Venezia veel Japanse anime/manga-artiesten beïnvloedde (bekend om hun afbeeldingen van jonge, vrouwelijke mannen die bekend staan als "Bishōnen"), vooral Keiko Takemiya. Andrésen heeft sindsdien een sterke voorliefde voor Japan en heeft het land in de loop der jaren weer bezocht. Andrésen was tevens een van de eerste populaire westerse figuren in Japan. Dit begon met zijn bezoek naar Japan, waar hij een periode bleef.[4]

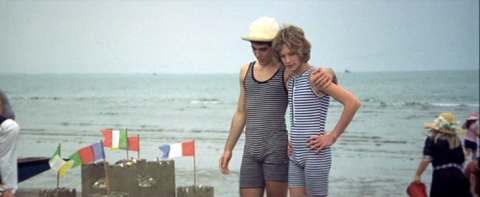
Björn Andrésen in Morte a Venezia
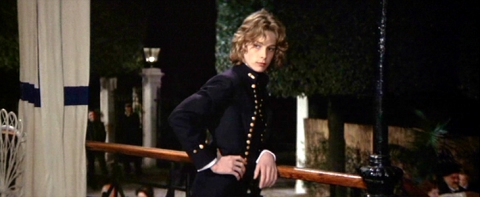
Björn Andrésen in Morte a Venezia
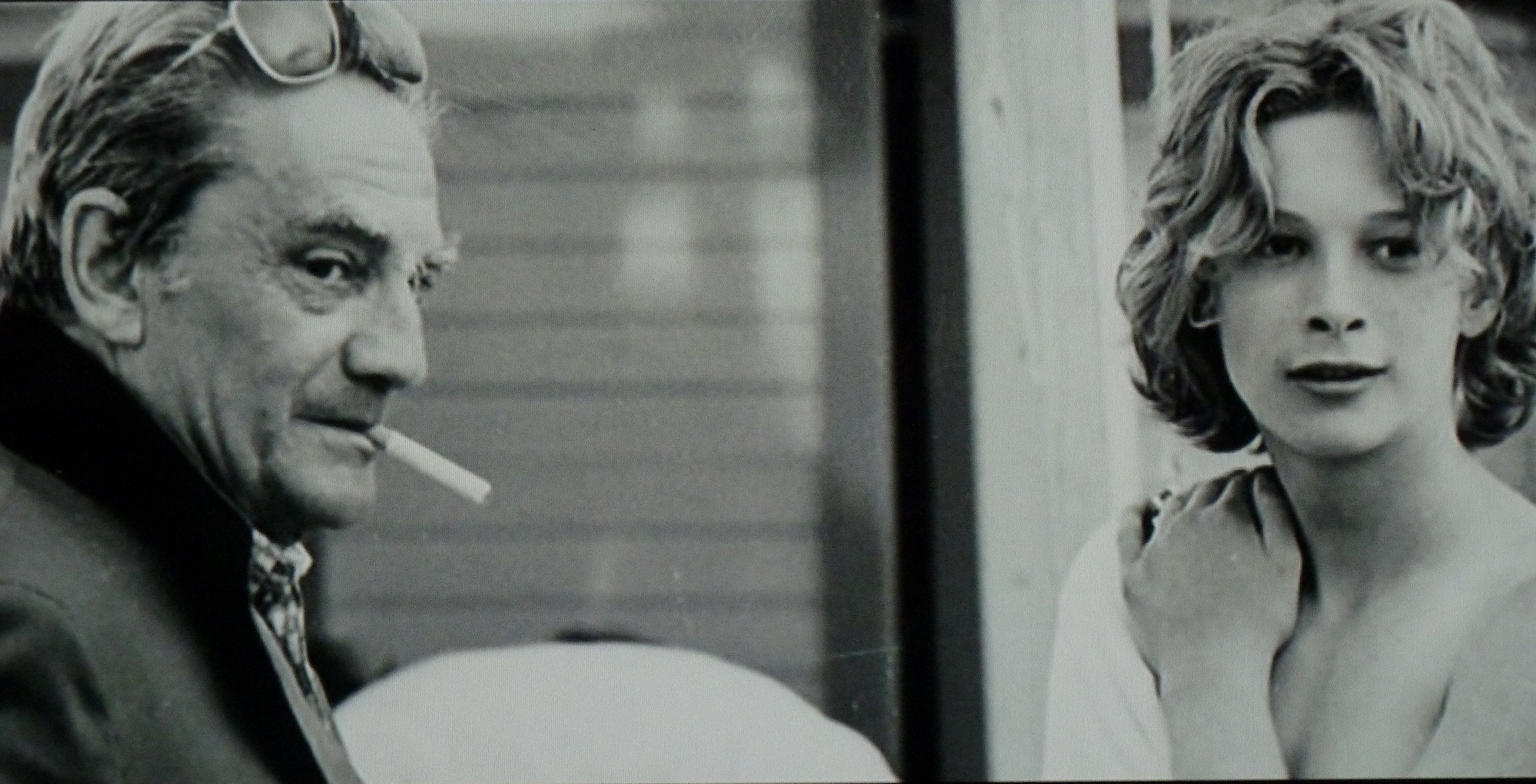
Luchino Visconti (links) en Andrésen (rechts) op de set van Morte a Venezie
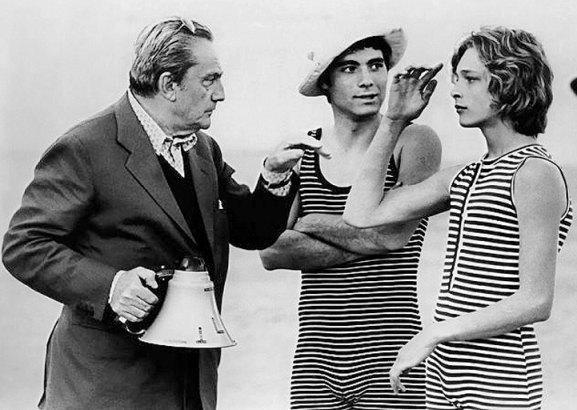
Tijdens de opnames van Morte a Venezia in 1971, links: Luchino Visconti, midden: Sergio Garfagnoli, rechts: Björn Andrésen

- Bibsys: 1653286949807
- Bibliothèque nationale de France: cb14601269h (data)
- Gemeinsame Normdatei: 172787211
- International Standard Name Identifier: 0000 0001 1450 921X
- Library of Congress Control Number: no2009053544
- Nationale Bibliotheek van Tsjechië: xx0322980
- Nationale Bibliotheek van Israël: 987007366563205171
- Système universitaire de documentation: 083988130
- Virtual International Authority File: 86338585
- WorldCat: E39PBJhX9WrTCwRrkMmtqVJbh3